# Haro Deportivo
Maillots
Le Club Haro Deportivo est un club de football espagnol basé à Haro.

## Saisons
| Primera División   | 0  |
| Segunda División   | 0  |
| Segunda División B | 2  |
| Tercera División   | 35 |

## Entraîneurs
- Févr. 2005-mai 2005 :  Mezquita
- Juil. 2005-déc. 2005 :  Roberto Ramos
- 2013-2014 :  Roberto Ochoa
- 2018- :  Aitor Calle Hernández